# Rhododendron yedoense
Rhododendron yedoense är en ljungväxtart som beskrevs av Carl Maximowicz och Eduard August von Regel. Rhododendron yedoense ingår i släktet rododendron, och familjen ljungväxter.

## Underarter
Arten delas in i följande underarter:
- R. y. poukhanense
- R. y. hallaisanense

## Bildgalleri

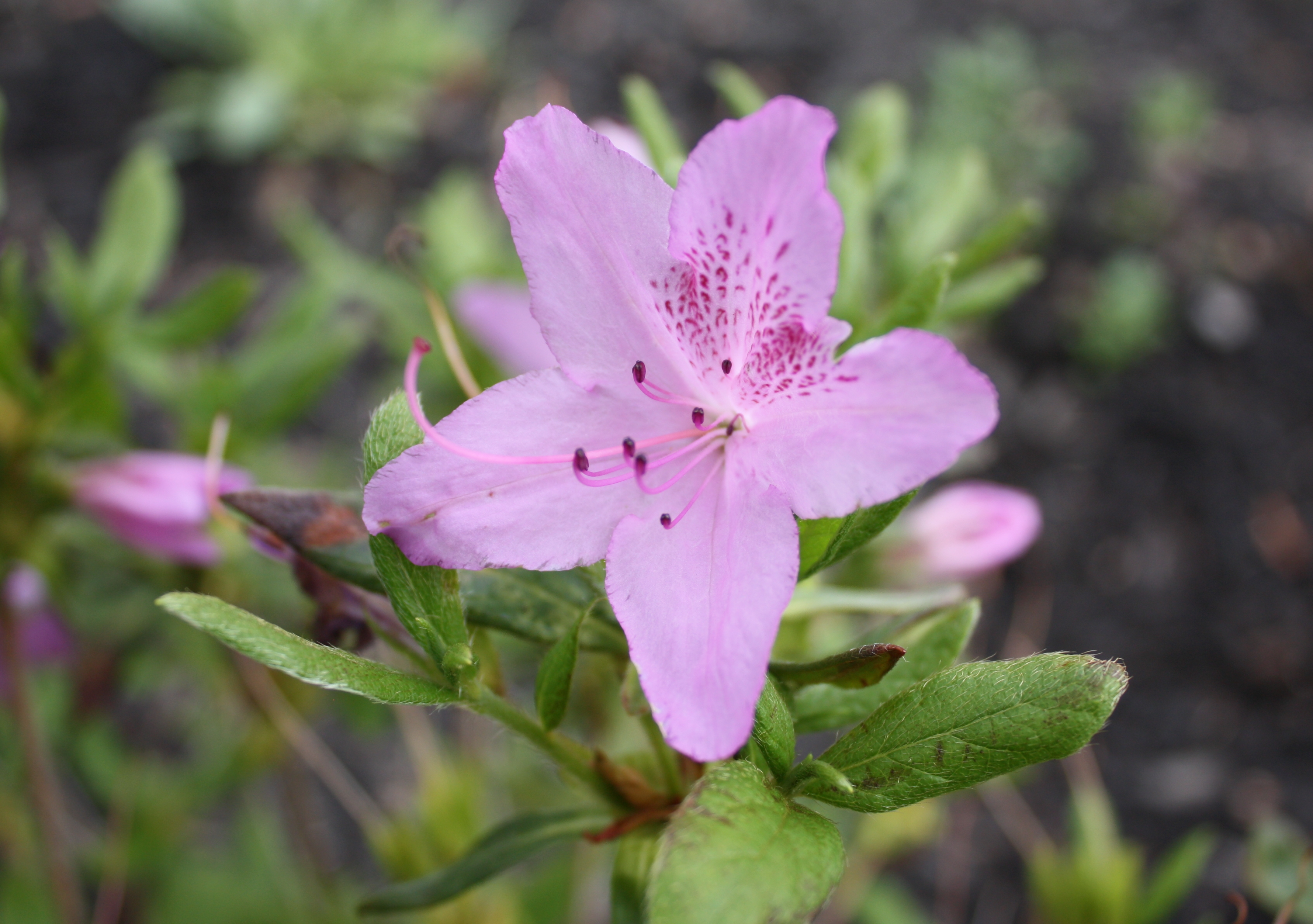
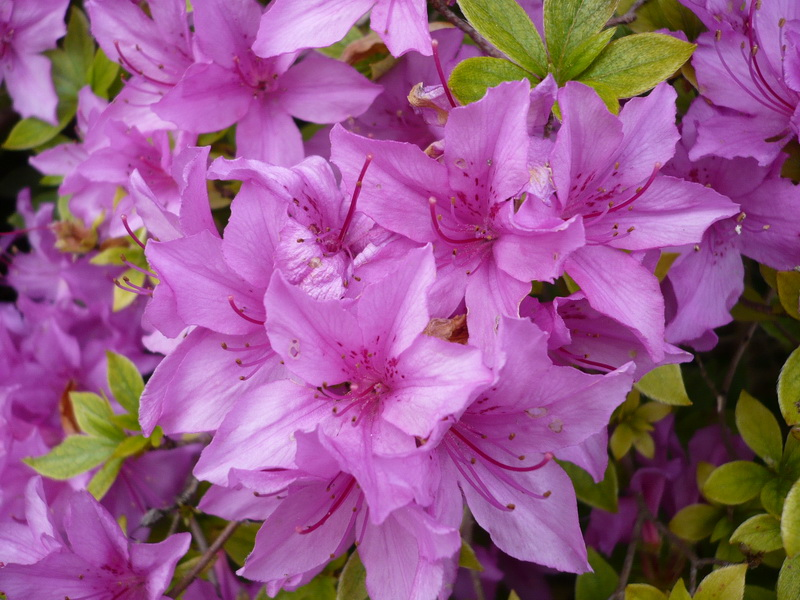
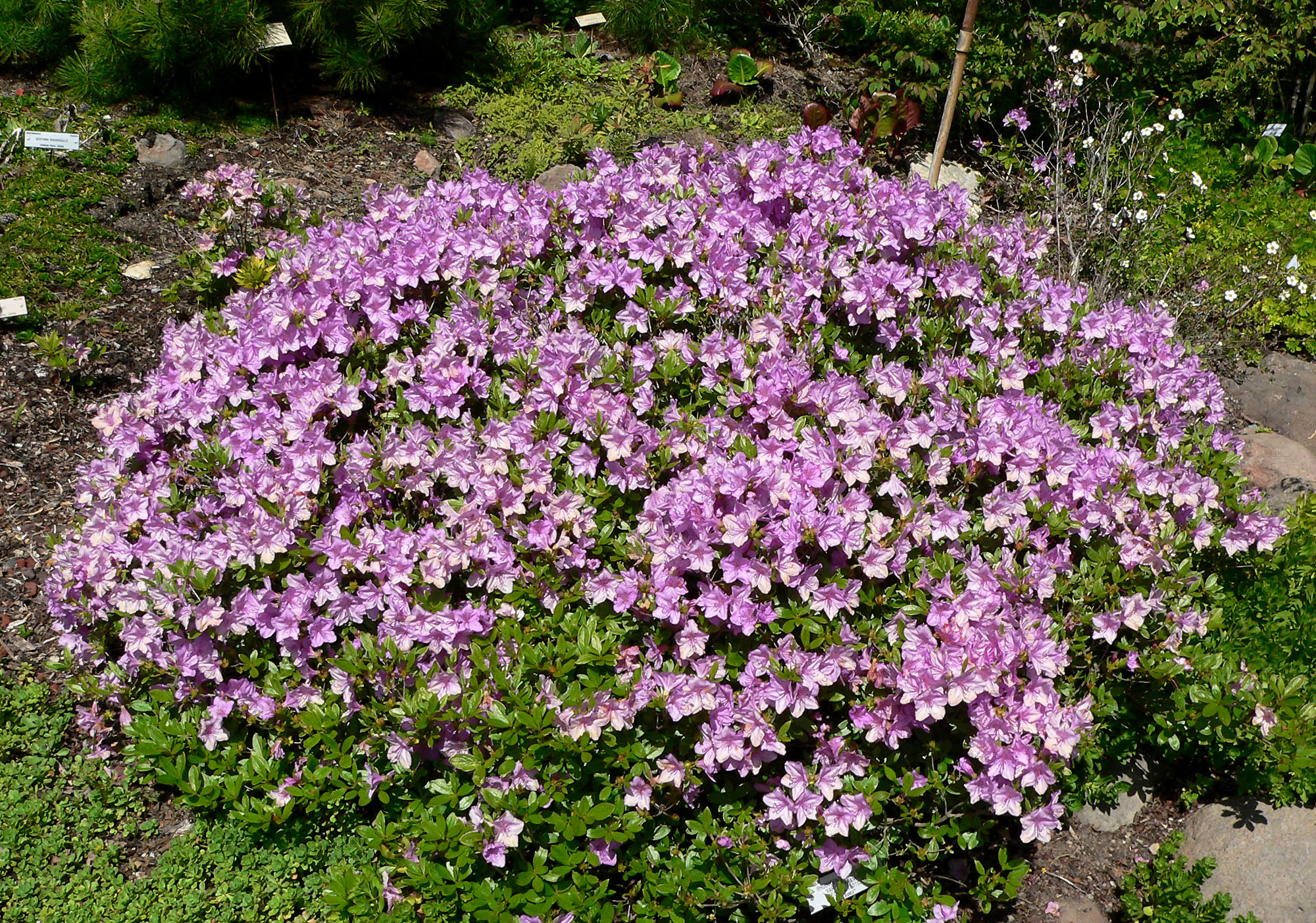
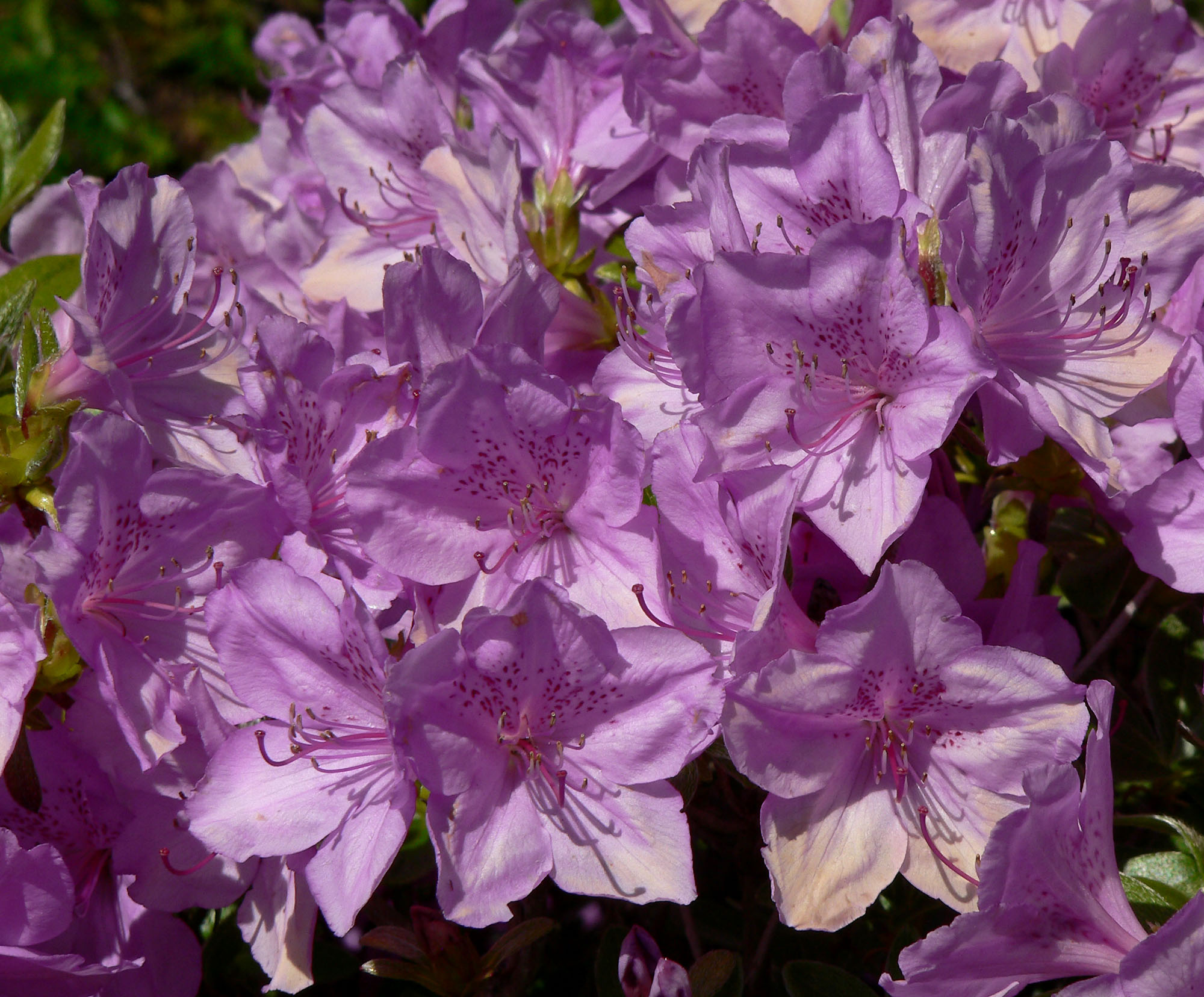
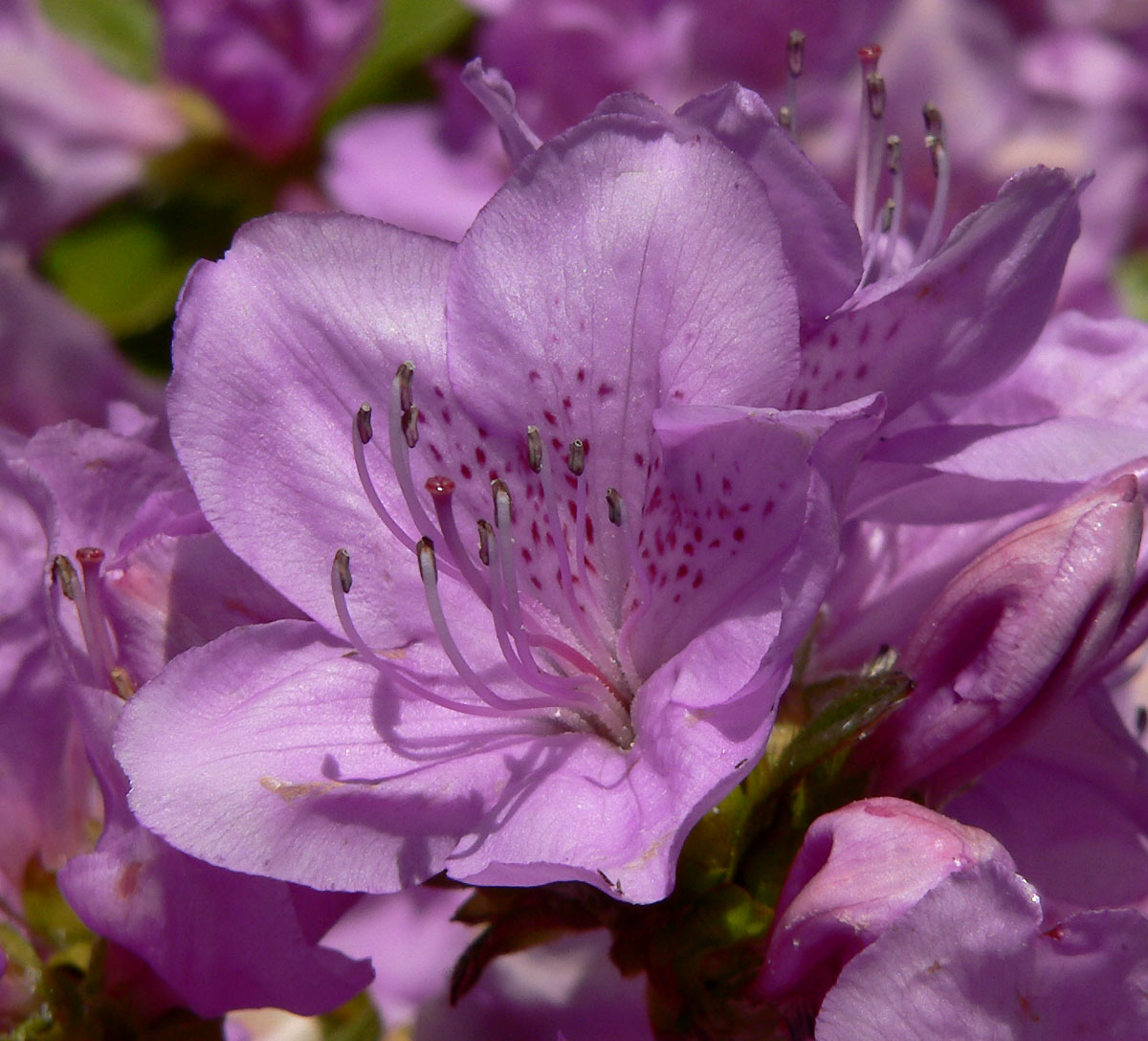
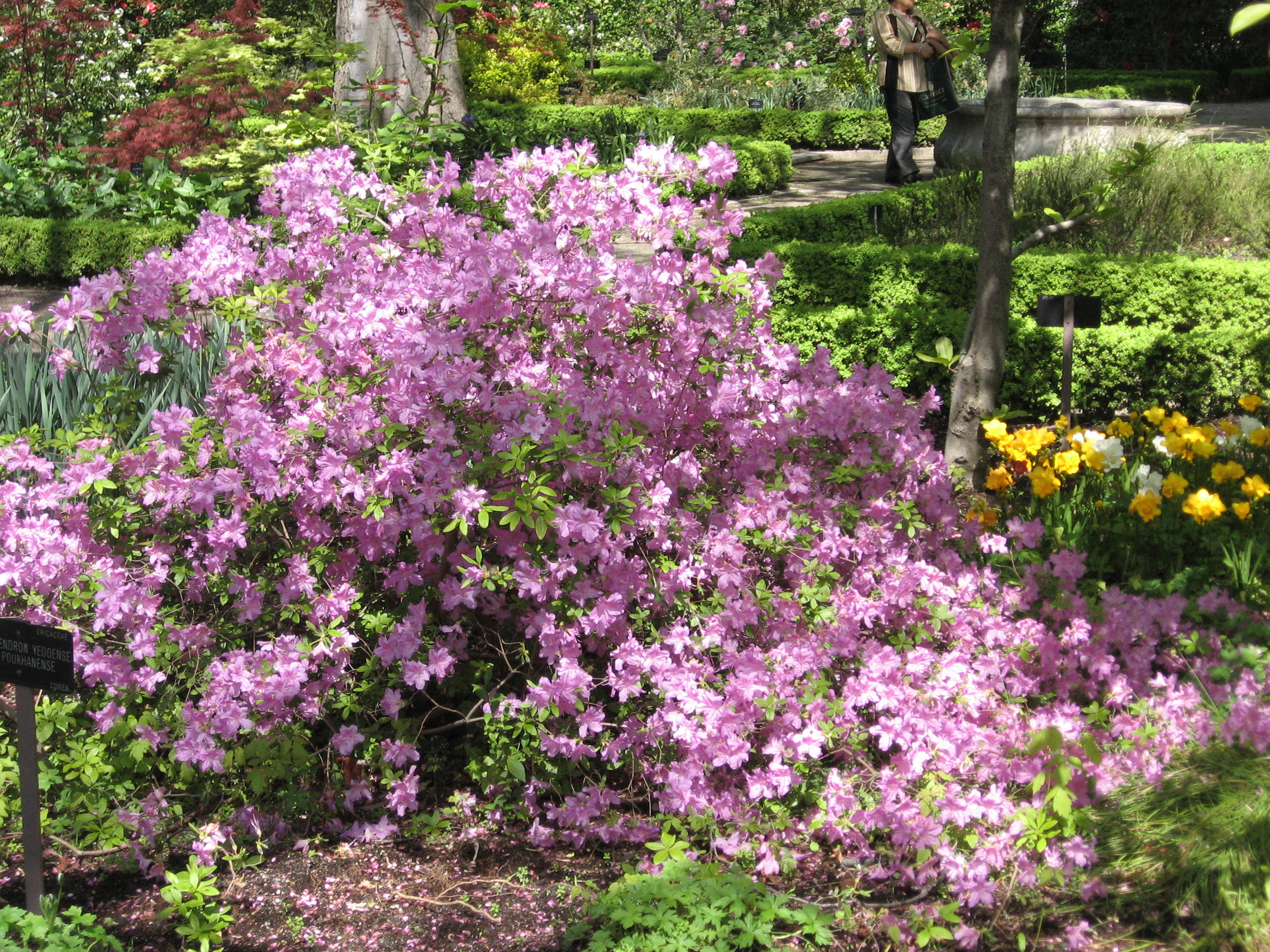